# پاتریک پره
پاتریک پره (فرانسوی: Patrick Perret‎؛ زادهٔ ۶ نوامبر ۱۹۵۳) دوچرخه‌سوار اهل فرانسه است.
از باشگاه‌هایی که در آن رکاب زده‌است می‌توان به تیم دوچرخه‌سواری مرسیه و تیم دوچرخه‌سواری پژو اشاره کرد.